# Mohd Zamri Saleh
Mohd Zamri Saleh (* 10. Dezember 1983) ist ein malaysischer Radrennfahrer.
Mohd Zamri Saleh fuhr 2009 Saleh für das malaysische MNCF Cycling Team. In diesem Jahr gewann er bei den Südostasienspielen in Vientiane gewann er die Bronzemedaille im Straßenrennen. Ab 2012 stand er beim Terengganu Cycling Team unter Vertrag. Er entschied mehrere Abschnitte von asiatischen Etappenrennen für sich. 2012 und 2016 wurde er malaysischer Meister im Straßenrennen.
Sein Bruder ist der Radrennfahrer Mohd Harrif Saleh.

## Erfolge
2009
- Südostasienspiele – Straßenrennen

2012
- eine Etappe Tour de Singkarak
- Malaysischer Meister – Straßenrennen
- eine Etappe Tour of East Java
- eine Etappe Tour de Brunei

2014
- zwei Etappen Jelajah Malaysia

2016
- Malaysischer Meister – Straßenrennen

2017
- eine Etappe Tour de Selangor

## Teams
- 2009 MNCF Cycling Team
- 2012 Terengganu Cycling Team
- 2013 Terengganu Cycling Team
- 2014 Terengganu Cycling Team
- 2015 Terengganu Cycling Team
- 2016 Terengganu Cycling Team
- 2017 Terengganu Cycling Team
- 2018 Terengganu Cycling Team
- 2019 Terengganu Inc. TSG Cycling Team
- 2020 Terengganu Inc. TSG Cycling Team